# Médaille d'or (sport)
Pour un article plus général, voir Médaille d'or.
Dans le monde du sport, une médaille d'or est une récompense qui se présente sous la forme d'une médaille en or ou un autre métal de couleur jaune comme le laiton et que l'on remet aux vainqueurs des grandes compétitions sportives. Le récipiendaire est appelé « médaillé d'or ».